# Australianos asiáticos
Los australianos asiáticos son australianos de ascendencia asiática, incluidos los australianos naturalizados inmigrantes de diversas regiones de Asia y los descendientes de dichos inmigrantes. En el censo de 2021, la proporción de la población que se identificaba como asiática ascendía aproximadamente al 17,4 %, con un desglose del 6,5 % de Asia meridional y central, el 6,4 % de Asia nororiental y el 4,5 % de Asia sudoriental.

## Historia

### Fiebre del oro
La fiebre del oro victoriana de las décadas de 1850 y 1860 fue testigo de un aumento significativo de la inmigración china a Australia. Aunque ya en 1818 había llegado un pequeño número de colonos chinos, la fiebre del oro provocó un aumento espectacular de su presencia. Sin embargo, los prejuicios existentes y los malentendidos culturales provocaron conflictos entre las comunidades chinas y europeas, que culminaron en violentos disturbios en Lambing Flat y Buckland. Estas tensiones dieron lugar a la promulgación de leyes antichinas por parte de varias colonias australianas, que presagiaron la aplicación de la política discriminatoria de la Australia blanca de 1901 a 1973.

### Camelleros afganos

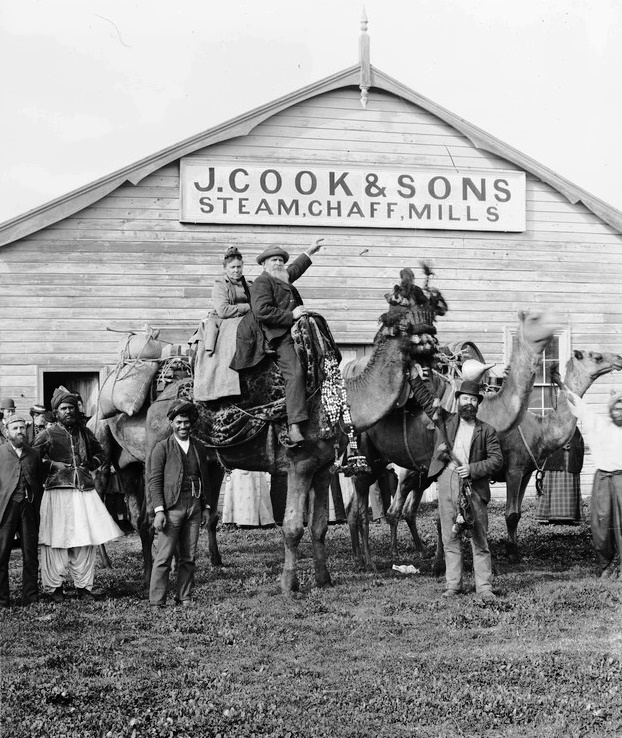
Camelleros con visitantes, c.1891.

Durante el periodo comprendido entre 1860 y 1900, pequeños grupos de camelleros, procedentes en su mayoría de la India británica, pero también de otros países como Afganistán, Egipto, Irán y Turquía, fueron enviados a Australia con contratos de tres años para trabajar en la industria pastoral del interior. Estos trabajadores, a los que comúnmente se denominaba «afganos» o «ghans», se encargaban de acarrear mercancías y transportar fardos de lana en tren de camellos. La mayoría de los camelleros eran musulmanes, con una minoría considerable de sijs de la región del Punjab. Establecieron estaciones de cría de camellos y casas de descanso, conocidas como caravanserai, en todo el interior de Australia, creando un vínculo permanente entre las ciudades costeras y las remotas estaciones de pastoreo de ganado vacuno y ovino. Esta práctica continuó hasta la década de 1930, cuando los camelleros fueron sustituidos en gran parte por automóviles.

### Restricciones migratorias
Durante las décadas de 1870 y 1880, el movimiento sindical australiano expresó su preocupación por las repercusiones de la mano de obra extranjera, sobre todo asiática, en la vida de los trabajadores australianos. Estas preocupaciones, alimentadas por la inquietud ante la competencia económica y las diferencias culturales, dieron lugar a peticiones de restricciones a la inmigración. Aunque algunos argumentaban que la mano de obra asiática era esencial para el desarrollo de las regiones tropicales, la presión sindical condujo finalmente a la introducción de legislación entre 1875 y 1888 destinada a frenar la inmigración china. Estas políticas, aunque motivadas por una mezcla de factores económicos y sociales, también contribuyeron a la marginación y explotación de los trabajadores no europeos, incluidos los inmigrantes asiáticos y chinos, al limitar su acceso a mejores salarios y condiciones de trabajo.

### Internamiento durante la Segunda Guerra Mundial
Durante la Segunda Guerra Mundial, japoneses y taiwaneses (estos últimos debido a que Taiwán estaba entonces bajo dominio colonial japonés) procedentes de diversos lugares fueron internados en Tatura y Rushworth, dos ciudades de Victoria, debido a las políticas del gobierno. Unos 600 civiles taiwaneses, incluidas familias enteras, fueron recluidos en el «Campo de Internamiento n.º 4» de Rushworth, entre enero de 1942 y marzo de 1946. La mayoría de los japoneses y taiwaneses fueron detenidos por motivos racistas. Algunos japoneses y taiwaneses nacieron en el campo y recibieron certificados de nacimiento. Durante el internamiento, algunos adultos dirigieron negocios y escuelas en el campo. También estuvieron recluidos en el campo filipinos, coreanos, manchúes, neocaledonios, neohbrideanos y personas procedentes de diversos lugares, así como aborígenes australianos de origen mixto japonés. En las escuelas se enseñaba principalmente inglés, japonés, mandarín y taiwanés (hokkien, hakka, indígena formosano).

### Repatriación tras la Segunda Guerra Mundial
Tras la guerra, los internados fueron reasentados en su país de origen étnico, con la excepción de los japoneses australianos. Los japoneses no australianos fueron repatriados a Japón, mientras que los taiwaneses fueron repatriados al Taiwán ocupado. La repatriación provocó protestas públicas debido a las malas condiciones de vida en el barco, conocido como el «escándalo del barco del infierno Yoizuki». El gobierno quería expulsar a los japoneses internados sin ciudadanía, entre ellos la mayoría de los taiwaneses. Muchos creían que los taiwaneses debían ser considerados ciudadanos de la República de China (ROC) y, por tanto, aliados, y no expulsados en malas condiciones. Este debate encendió aún más la indignación por el trato a los internados taiwaneses, y hubo una pequeña controversia sobre el destino de la repatriación de algunos internados taiwaneses. A pesar de la presión pública, el gobierno australiano acabó deportando a los internados taiwaneses.

### Inmigración posguerra
El gobierno empezó a ampliar el acceso a la ciudadanía de los no europeos y a aumentar el número de inmigrantes de países no europeos en los años cincuenta y sesenta. En 1973, el Primer Ministro implantó una política de inmigración más inclusiva.
En 1957, el gobierno permitió el acceso a la ciudadanía a los residentes de 15 años. En 1958, se reformó la Ley de Inmigración para permitir a los no europeos cualificados y profesionales inmigrar y residir temporalmente en el país. Durante el gobierno de Fraser, el país experimentó la mayor entrada de inmigrantes asiáticos desde las décadas de 1850 y 1860 debido al aumento de refugiados vietnamitas tras la guerra de Vietnam. En 1983, la inmigración británica fue inferior a la asiática por primera vez en la historia de Australia. En general, la política de inmigración ha evolucionado hacia la no discriminación y la ampliación de las vías de acceso a la ciudadanía para los asiáticos, tras el desmantelamiento de las políticas exclusivamente europeas.

## Datos demográficos

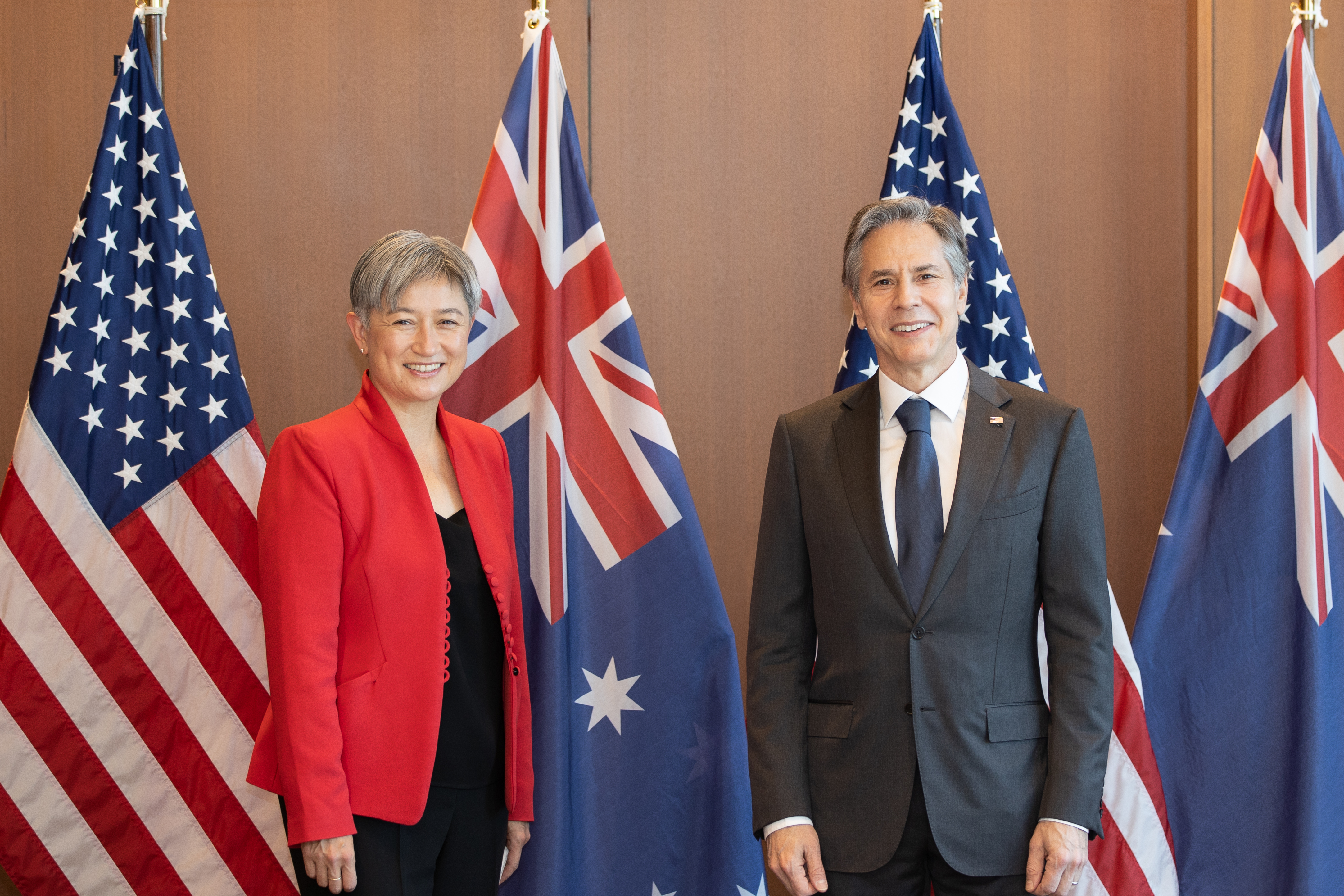
Penny Wong, ministra de asuntos exteriores de Australia, y Antony Blinken en la reunión del Diálogo de Seguridad Cuadrilateral.

El gobierno australiano recopila datos sobre distintas ascendencias en lugar de raza en cada censo, y en el censo de 2021, aproximadamente el 17,4 % de la población se identificó como de ascendencia asiática.
En el censo de 2021, las ascendencias asiáticas más comunes eran las que se indican en la siguiente tabla. El grupo más numeroso es el de los australianos chinos.
| Ascendencia              | Población |
| ------------------------ | --------- |
| Sinoaustralianos         | 1,390,637 |
| Indoaustraliano          | 783,958   |
| Filipino australiano     | 408,836   |
| Vietnamita australiano   | 334,781   |
| Nepalí australiano       | 138,463   |
| Coreano australiano      | 136,896   |
| Pakistaní australiano    | 97,593    |
| Esrilanqués australiano  | 95,946    |
| Tailandés australiano    | 91,942    |
| Indonesio australiano    | 85,978    |
| Japonés australiano      | 78,049    |
| Malasio australiano      | 61,308    |
| Camboyano australiano    | 57,096    |
| Afgano australiano       | 54,534    |
| Bengalí australiano      | 49,142    |
| Burmés australiano       | 36,528    |
| Taiwanés australiano     | 26,345    |
| Laosiano australiano     | 17,287    |
| Karen australiano        | 13,602    |
| Butanés australiano      | 11,935    |
| Singapurense australiano | 11,413    |
| Timorense australiano    | 11,105    |
| Chin australiano         | 8,407     |
| Mongol australiano       | 7,808     |
| Hmong australiano        | 4,035     |
| Tibetano australiano     | 3,173     |
| Rohinyá australiano      | 2,322     |